# 宇利トンネル
座標: 北緯34度50分28.7秒 東経137度31分26.6秒 / 北緯34.841306度 東経137.524056度
宇利トンネル（うりトンネル）は、静岡県浜松市浜名区と愛知県新城市を結ぶ自動車専用トンネルである。東名高速道路の三ヶ日JCTと豊川ICの間にあり、同高速道路としてはもっとも西にあるトンネルである。
愛知県と静岡県の県境にある宇利峠（雨生山）の下を通っていて、長さは上り線（東京方面）が958 m、下り線（名古屋方面）が913 m。
上り線トンネル内は緩い下り坂と左カーブになっており、事故が多発している。

## 照明器具落下事故
2015年8月15日、上り線トンネル内の壁面に取り付けた照明器具が落下し、垂れ下がった配線に走行中のトラックのサイドミラーが接触して破損する事故が発生した。道路を管理する中日本高速道路ではこれを受けて下り線も含めた照明約1,180器の緊急点検を行った結果、落下した照明以外にも8器の照明の留め金が腐食していたのが発見された。